# Oberthueria formosibia
Oberthueria formosibia är en fjärilsart som beskrevs av Matsumura 1927. Oberthueria formosibia ingår i släktet Oberthueria och familjen silkesspinnare. Inga underarter finns listade i Catalogue of Life.

## Bildgalleri

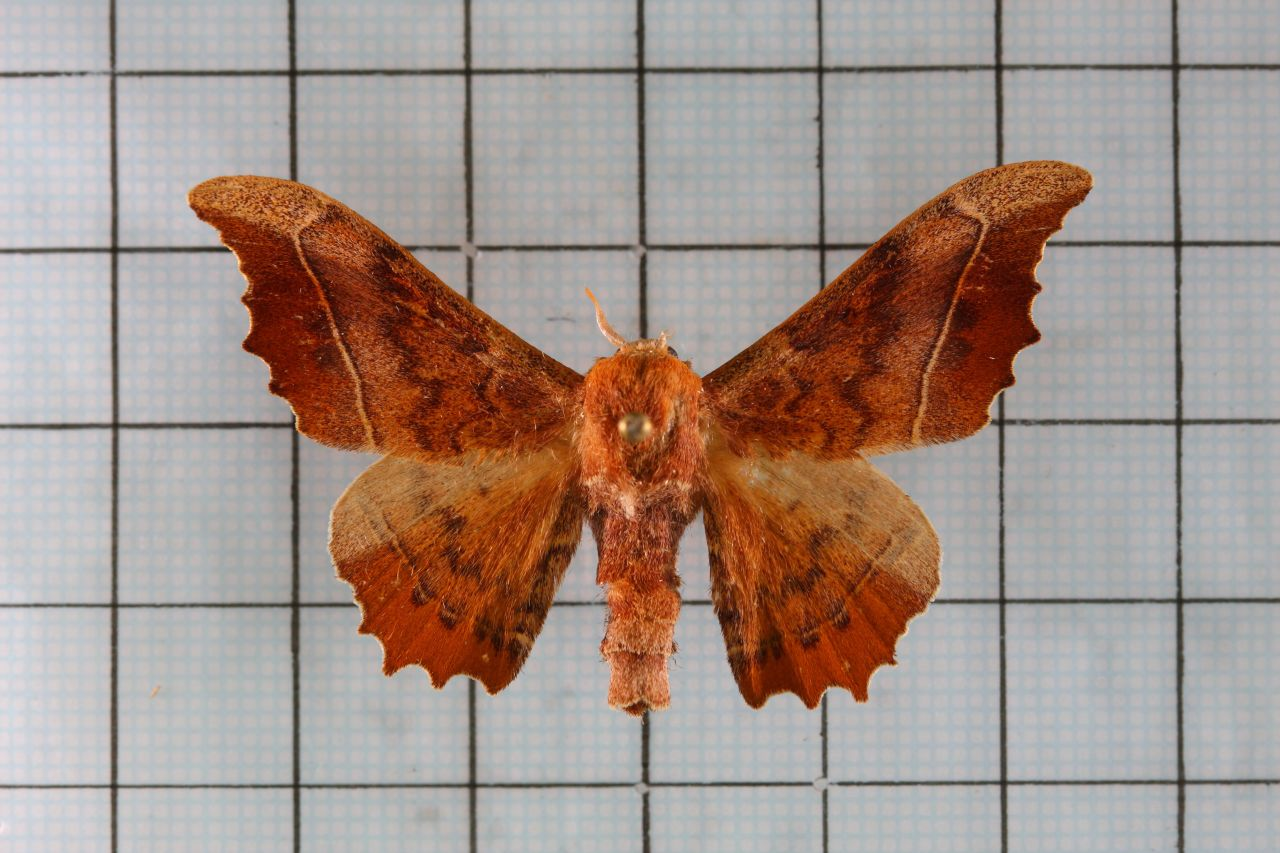
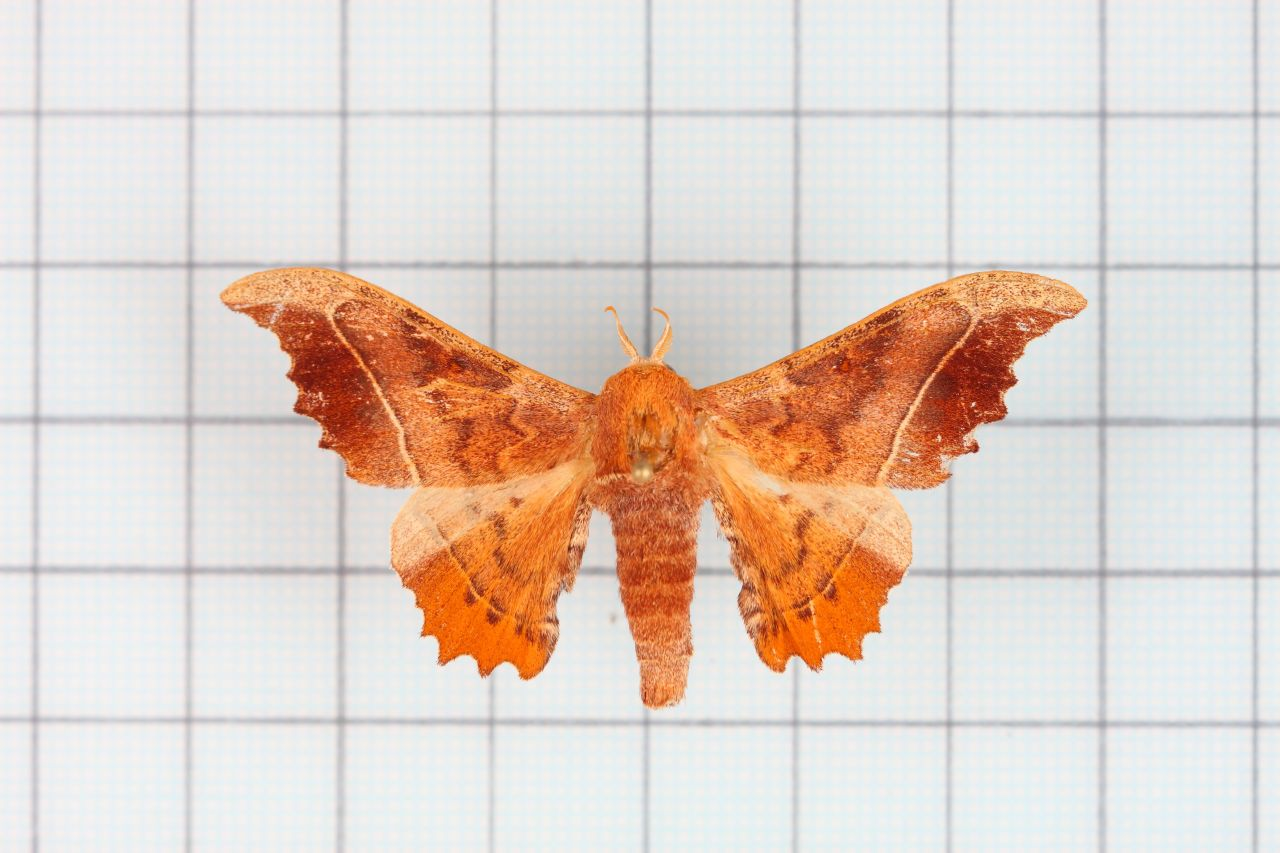
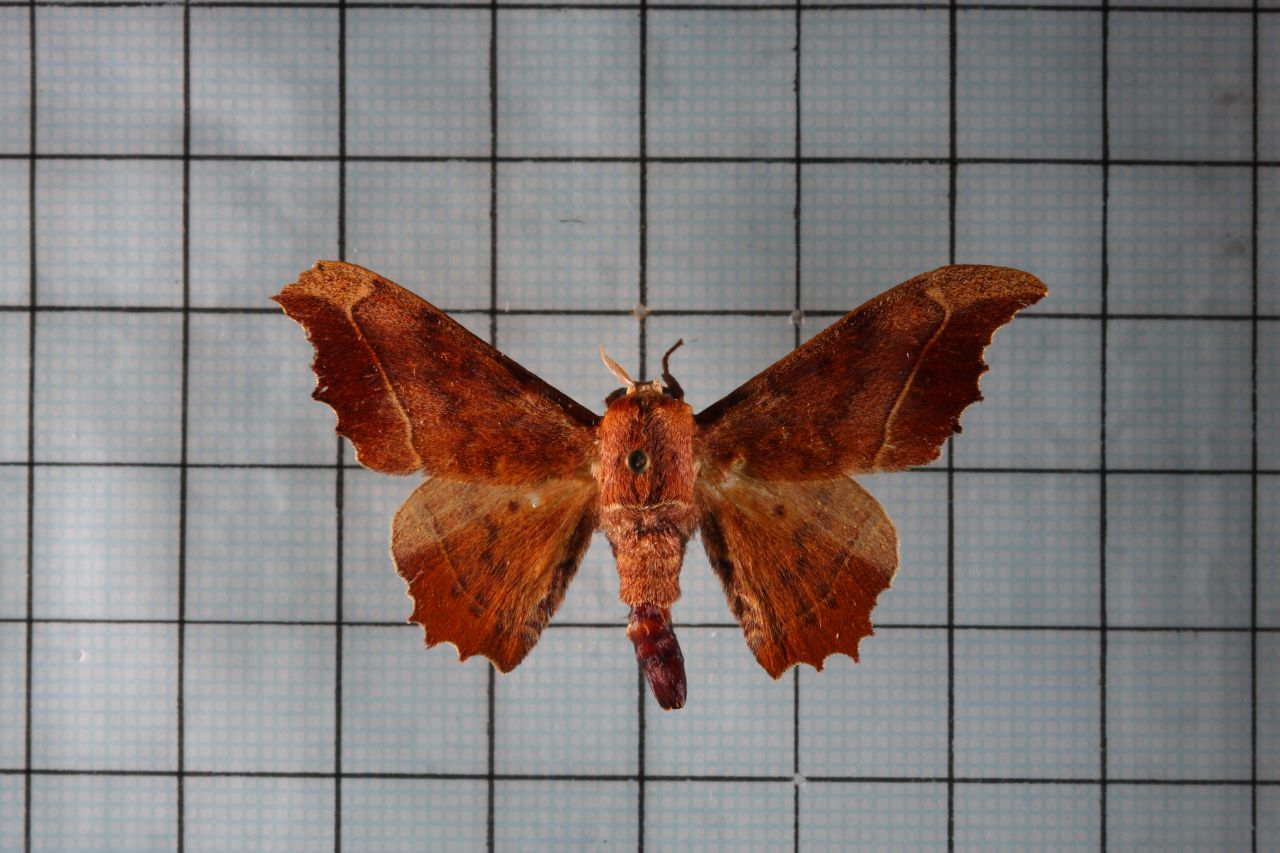